# Kamaboko

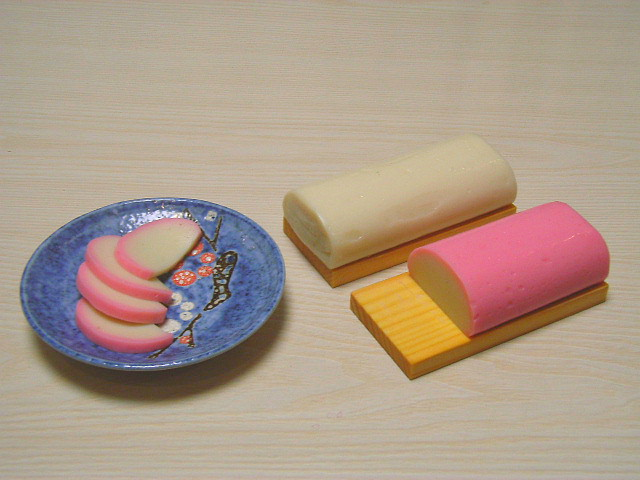
Röd och vit kamaboko

Kamaboko (蒲鉾) är en japansk matprodukt som består av suketōdara (ett slags japansk torsk) och/eller andra fiskar med vitt kött som kokas tills de gelatiniseras.
När Kamaboko ska ätas så kyls den ner och serveras tillsammans med olika dipsåser eller skivad och serverad som tillbehöer i varma soppor, nudelrätter, med mera.
Naruto (virvel) kallas en typ av kamaboko där det röda skiktet skruvar sig inåt som på en rulltårta. Titelkaraktären i anime- och mangaserien Naruto verkar föredra ramen (nudelsoppa) med skivor av sådan kamboko i.

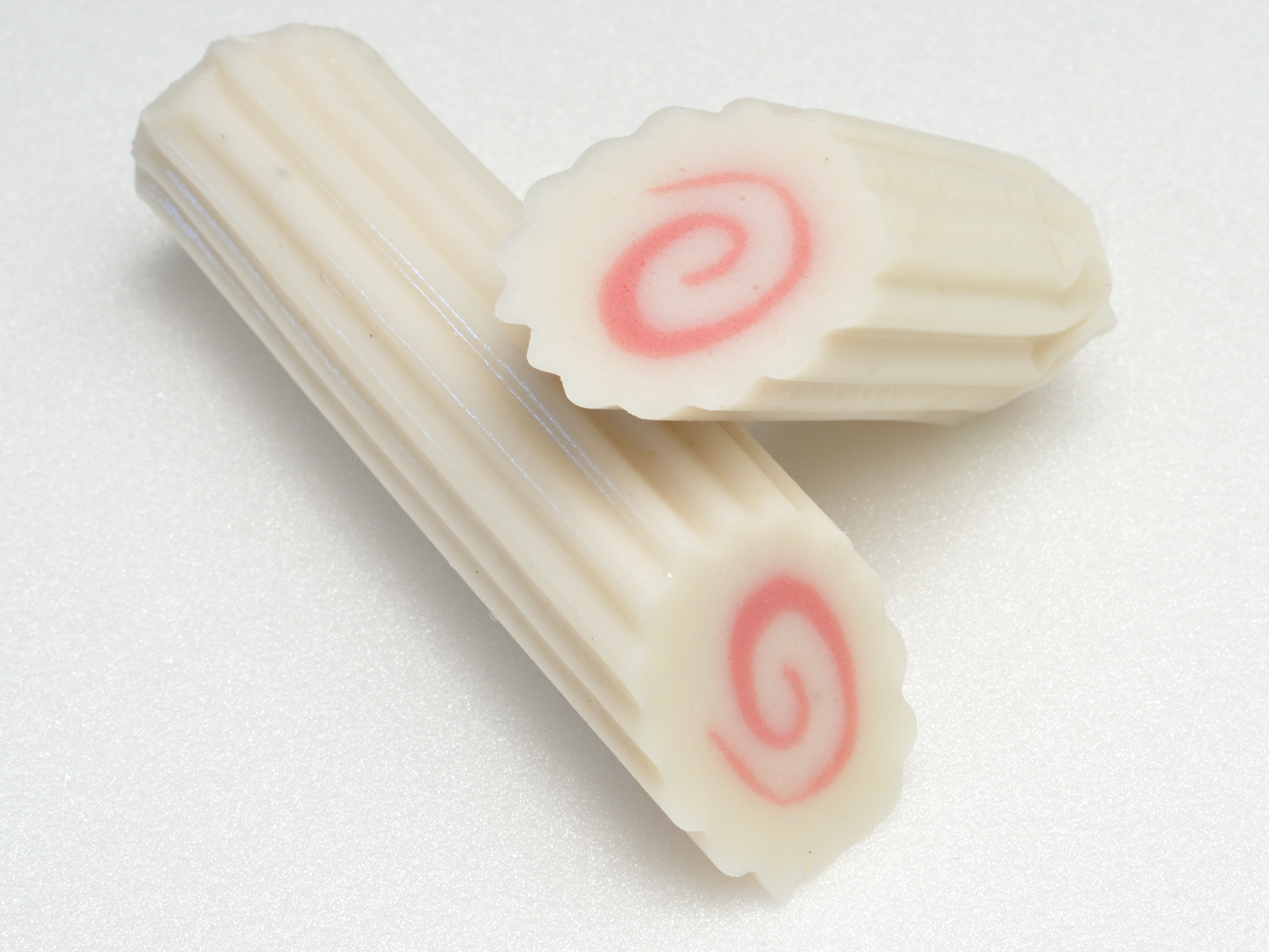
Narutomaki

Kamaboko hör till en kategori livsmedel som kallas surimi. En i Sverige populär surimiprodukt är så kallade crabsticks.